# Ana Castellain

Ana Rosa Castellain (Blumenau, 31 de agosto de 1985) es una levantadora de potencia brasileña, siete veces campeona del mundo. Se convirtió en el principal atleta brasileño activo en su país después de unirse al Salón de la Fama de la IPF. Con una formación académica en Educación Física actualmente reside, trabaja y entrena en la ciudad de Garopaba, en la costa de Santa Catarina.